# Grendelbruch
Grendelbruch je francouzská obec v departementu Bas-Rhin v regionu Grand Est. V roce 2013 zde žilo 1 265 obyvatel.

## Poloha obce
Sousední obce jsou: Barembach, Bœrsch, Mollkirch, Muhlbach-sur-Bruche, Natzwiller, Ottrott, Rosheim a Russ.

## Vývoj počtu obyvatel
Počet obyvatel